# Пойсль, Арношт
Арношт Пойсль (чеш. Arnošt Poisl; род. 2 декабря 1939) — чехословацкий гребной рулевой, выступавший за сборную Чехословакии по академической гребле в середине 1960-х годов. Обладатель бронзовой медали чемпионата Европы, победитель и призёр первенств национального значения, участник летних Олимпийских игр в Токио.

## Биография
Арношт Пойсль родился 2 декабря 1939 года.
Впервые заявил о себе в академической гребле на международном уровне в сезоне 1964 года, когда в качестве рулевого вошёл в состав чехословацкой национальной сборной и благодаря череде удачных выступлений удостоился права защищать честь страны на летних Олимпийских играх в Токио. Будучи рулевым в составе экипажа-четвёрки, куда также вошли гребцы Карел Карафиат, Ярослав Староста, Рене Либал и Ян Штефан, занял третье место на предварительном квалификационном этапе, затем финишировал третьим в дополнительном отборочном заезде, тогда как в утешительном финале за 7-12 места чехословацкие гребцы не стартовали.
После токийской Олимпиады Пойсль ещё в течение некоторого времени оставался действующим рулевым и продолжал принимать участие в крупнейших международных регатах. Так, в 1965 году он отметился выступлением на чемпионате Европы в Дуйсбурге, где стал бронзовым призёром в распашных рулевых четвёрках, придя к финишу позади экипажей из Советского Союза и Западной Германии.